# 紅交嘴雀
紅交嘴雀（學名：Loxia curvirostra）是一種稀少的燕雀，為雀科下的鳴禽。交嘴雀以其獨特的喙而聞名，喙尖交叉，這使得它們能夠從針葉樹的毬果或其他果實中取出種子。
主要棲息於北美洲、歐洲與亞洲的雲杉林裡；部份種類則於此三大陸的松樹林裡孵育；亦有部份在北美洲的道格拉斯冷杉處生育。會於針葉樹上築巢，並會生下三至五隻鳥蛋在巢裡。
成鳥通常顏色鮮豔，雄鳥呈紅色或橙色，雌鳥則是綠色或黃色，但喙的大小和形狀，以及叫聲類型都有很大變異，因此不同的變種被歸為不同亞種。這種鳥在北美被稱為「紅交嘴雀」，在歐洲則稱為「普通交嘴雀」。

## 描述
交嘴雀的特徵是喙尖交叉，這也是該群體英文名稱的由來。交嘴雀使用其交叉的喙尖作為杠桿，能有效地分開針葉樹毬果的鱗片，並取出它們以此為食的種子。成年雄鳥通常呈紅色或橙色，雌鳥則是綠色或黃色，但顏色變異很大。

### 識別
交叉的喙尖使其與大多數其他物種明顯區別開來，但這一特徵與相似的白翅交嘴雀共享，兩者在分布範圍上也有很大重疊。白翅交嘴雀有兩道明顯的白色翼斑，而紅交嘴雀的翅膀則是全棕黑色。
紅交嘴雀是唯一一種在大部分分布範圍內有暗色翅膀的交嘴雀，但在小範圍內與非常相似的鸚交嘴雀、蘇格蘭交嘴雀及卡西亞交嘴雀至少在季節上有重疊。這些物種以前被認為是紅交嘴雀的亞種，儘管它們的喙大小和形狀有些微差異，但從外觀上很難區分這些物種，通常最好通過叫聲來識別。這四種交嘴雀的羽毛差異極小，個體間的變異比物種之間的差異還大。
測量數據:
- 長度: 20 公分
- 重量: 40-53 克
- 翼展: 27–29 公分

## 繁殖與突發性遷徙

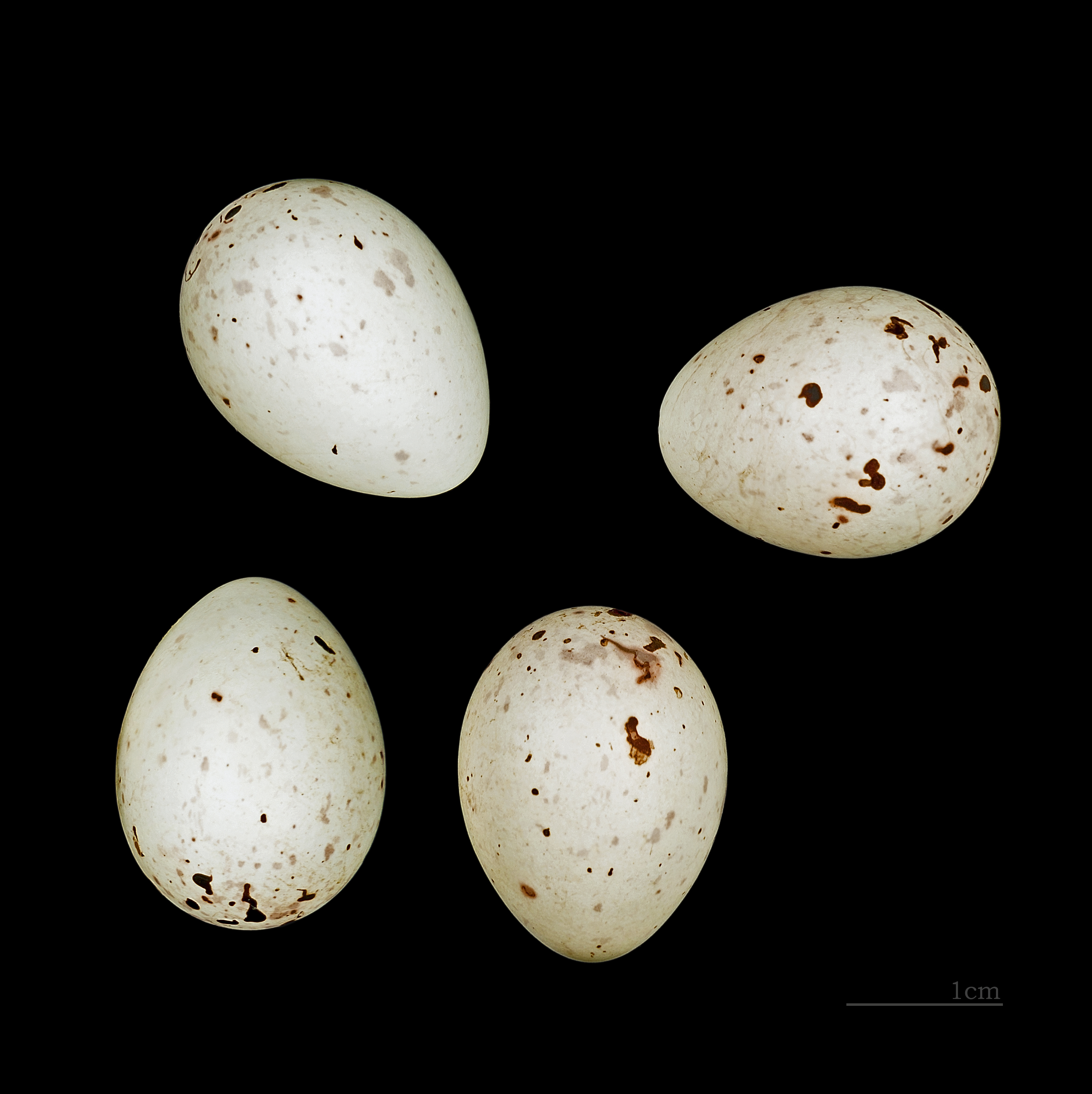
Eggs from the collections of the 土魯斯博物館

紅交嘴雀在北美洲和歐亞大陸的各種針葉林中繁殖。它們的行為和出現與針葉樹種子的可用性密切相關，這是它們的主要食物來源。通常在夏末（6月至9月）築巢，這是大多數針葉樹種子成熟的時期，但如果找到合適的毬果產地，它們可在一年中的任何時候築巢。
這個物種被認為是遊牧性和高度突發性遷徙的，因為針葉樹種子的產量每年可能有很大差異，當當地的毬果產量不足時，鳥群會廣泛分散來繁殖和覓食。在其分布範圍內的許多地區，牠們被認為是不規則的，因為牠們有些年會出現，而有些年則不會。不同類型的紅交嘴雀（參見分類學和系統學部分）偏好不同的針葉樹，因此它們的遷徙規律、時間和方向可能有所不同。一些群體，如紐芬蘭交嘴雀（北美第8類型），是留鳥，並不進行大規模遷徙。當牠們不繁殖時，不同類型的紅交嘴雀可能會聚集在一起，也可能與其他種類的交嘴雀群居。

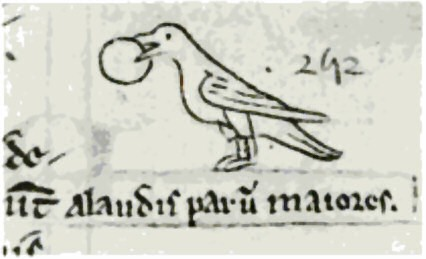
馬修·帕里斯 在他的《Chronica Majora》（1254 年）中繪製的中世紀素描，描繪了一隻嘴裡叼著水果的交嘴鳥，上面寫著拉丁語“Alaudis parum Majores”'比雲雀（“大一點”）'）。

紅交嘴雀在不列顛群島的突發性遷徙極為罕見，從13世紀以來的作家就有記載。這些遷徙現象導致在20世紀於英格蘭建立了永久的繁殖群體，最近在愛爾蘭也出現了繁殖群體。首次記錄的遷徙事件是1254年由編年史家馬修·帕里斯在英格蘭記載的；下一次同樣發生在英格蘭，是1593年（當時早期的遷徙似乎已完全被遺忘，因為交嘴雀被描述為英格蘭的「未知」物種）。 雕刻家托馬斯·比威克寫道：「這種鳥有時會在這個國家大量出現，但牠們的造訪並不規律。」 他補充說，1821年來了數百隻。他還引用了馬修·帕里斯的話：「在1254年的水果季節，某些從未在英格蘭見過的奇妙鳥類出現，主要出現在果園裡。牠們比雲雀稍大，只吃蘋果的果核部分 [pomorum grana]，而不吃其他部分……牠們的喙是交叉的 [cancellatas]，用來像鉗子或刀子一樣分開蘋果。牠們留下的蘋果部分看起來就像被毒藥感染過一樣。」 比威克還記錄了羅傑·特威斯登爵士在《馬修·帕里斯附錄》中的記載Additions to the Additamenta of Matt. Paris：「在1593年的蘋果季節，無數不知名的鳥飛來英格蘭……只吞下蘋果的果核，[granella ipsa sive acinos]，牠們的喙非常適合這個用途，因為喙是交叉的，一邊壓過另一邊，就像……橫向的鐮刀，一個轉過另一個。」

## 分類學與系統學

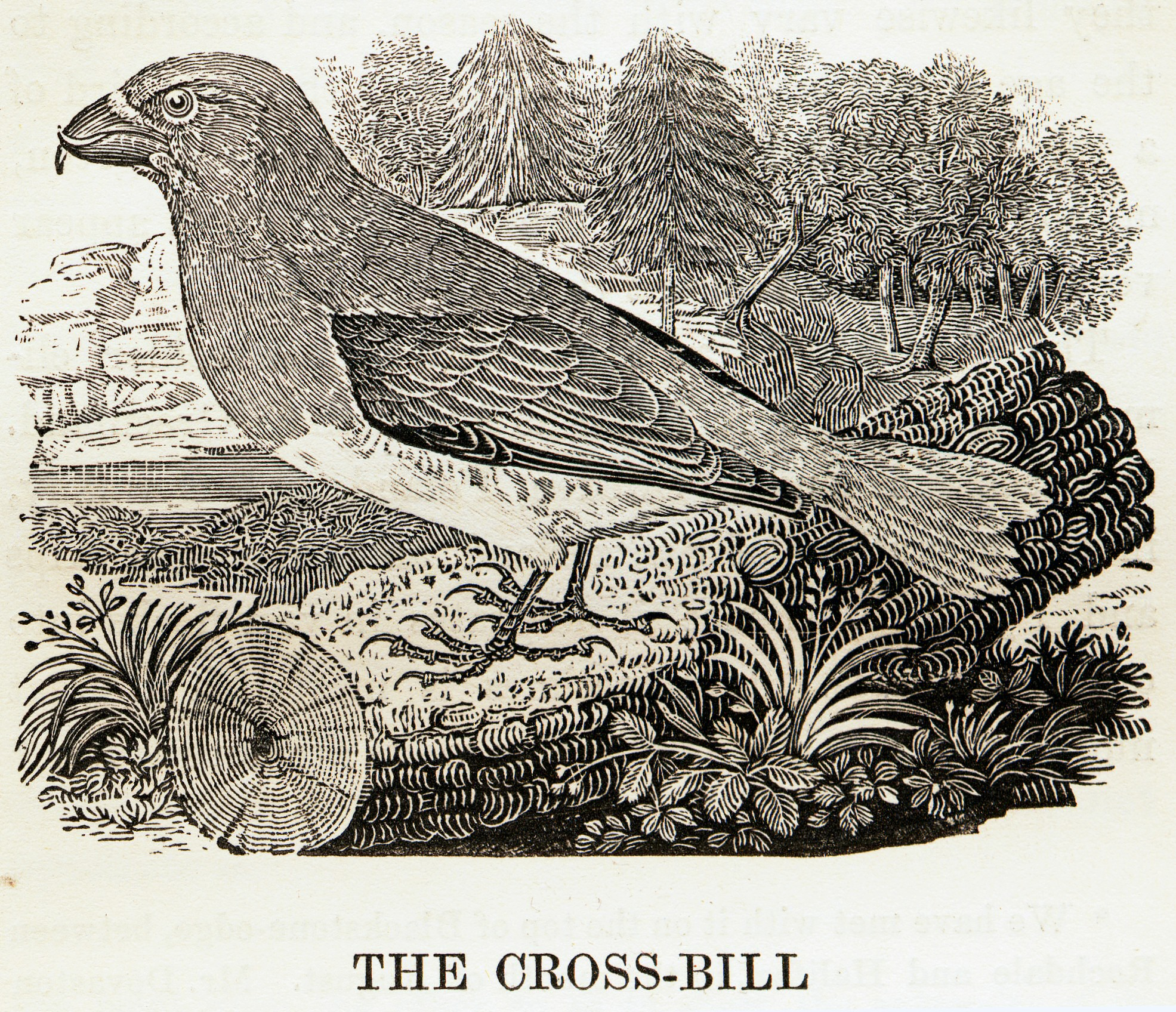
托馬斯·比威克 的「英國鳥類史」（1847 年版）中的「十字嘴鳥」木版畫

紅交嘴雀由瑞典自然學家卡爾·林奈於1758年在他的《自然系統第十版》中正式描述自然系統，並給予二名法名稱 Loxia curvirostra。 林奈指定的模式產地為歐洲，但在1904年被恩斯特·哈特限制為瑞典。 屬名 Loxia 源自古希臘語，意指「交叉」；curvirostra 則是拉丁語，意指「彎曲的喙」。
紅交嘴雀正處於適應輻射，進入由各種針葉樹物種提供的生態位分化環境。 目前已識別出大約10種北美和18種歐亞型態， 許多已知與特定的針葉樹物種或類似的針葉樹群相關聯。雖然每種型態在非繁殖期可能會食用多種針葉樹，但牠們在特定類型的針葉林中繁殖成功率最高。這種行為導致了不同族群之間的基因隔離，隨著時間推移，它們在基因、表現型甚至物種形成上逐漸分化。所有型態的鳥類在外觀上基本相同，但牠們的鳴聲聲有些微差異。通常通過單音「啁啾」叫聲來識別，這些叫聲在不同型態之間有顯著差異。經常使用計算機分析來區分叫聲類型，但有經驗的觀察者也能在野外通過聽覺分辨出更具辨識度的類型。
紅交嘴雀的不同族群被稱為「型態」，因為牠們是由表現型特徵（叫聲）區分的，並非所有型態都已被證實在基因上具有獨特性。那些已被發現基因獨特的族群則被視為亞種。曾經被認為是紅交嘴雀亞種的三個族群現在被大多數權威機構認定為完全獨立的物種：
- 蘇格蘭交嘴雀（Loxia scotica） —— 原歐亞型態3C
- 鸚交嘴雀（Loxia ptyopsittacus） —— 原歐亞型態2D
- 卡西亞交嘴雀（Loxia sinesciuris） —— 原北美型態9

隨著對該物種的研究進展，越來越多的型態被發現具有基因上的獨特性，並被提升至亞種級別。預計這一趨勢將繼續下去，未來更多這些亞種可能最終被認定為完整的物種。

目前分布於地中海盆地的某些大型喙、以松樹為食的族群可能更適合歸類為鸚交嘴雀或新物種，但需要進一步研究。這些族群包括主要以地中海松（Pinus halepensis） 為食的巴利阿里交嘴雀 （L. c. balearica） 和北非交嘴雀 （L. c. poliogyna）；主要以歐洲黑松（Pinus nigra） 為食的賽普勒斯交嘴雀 （L. c. guillemardi）；以及一種尚未確認的交嘴雀，牠們擁有與鸚交嘴雀相似大小的喙，主要以波斯尼亞松（Pinus heldreichii） 為食，分布於巴爾幹地區。這些族群在羽毛顏色上也有差異，巴利阿里、北非和賽普勒斯亞種的雄鳥呈現更黃的顏色，而巴爾幹型態的雄鳥則是深紫紅色；然而，這僅僅反映了牠們進食的毬果中花青素的含量不同，這些色素被轉移到羽毛中。

### 多樣性

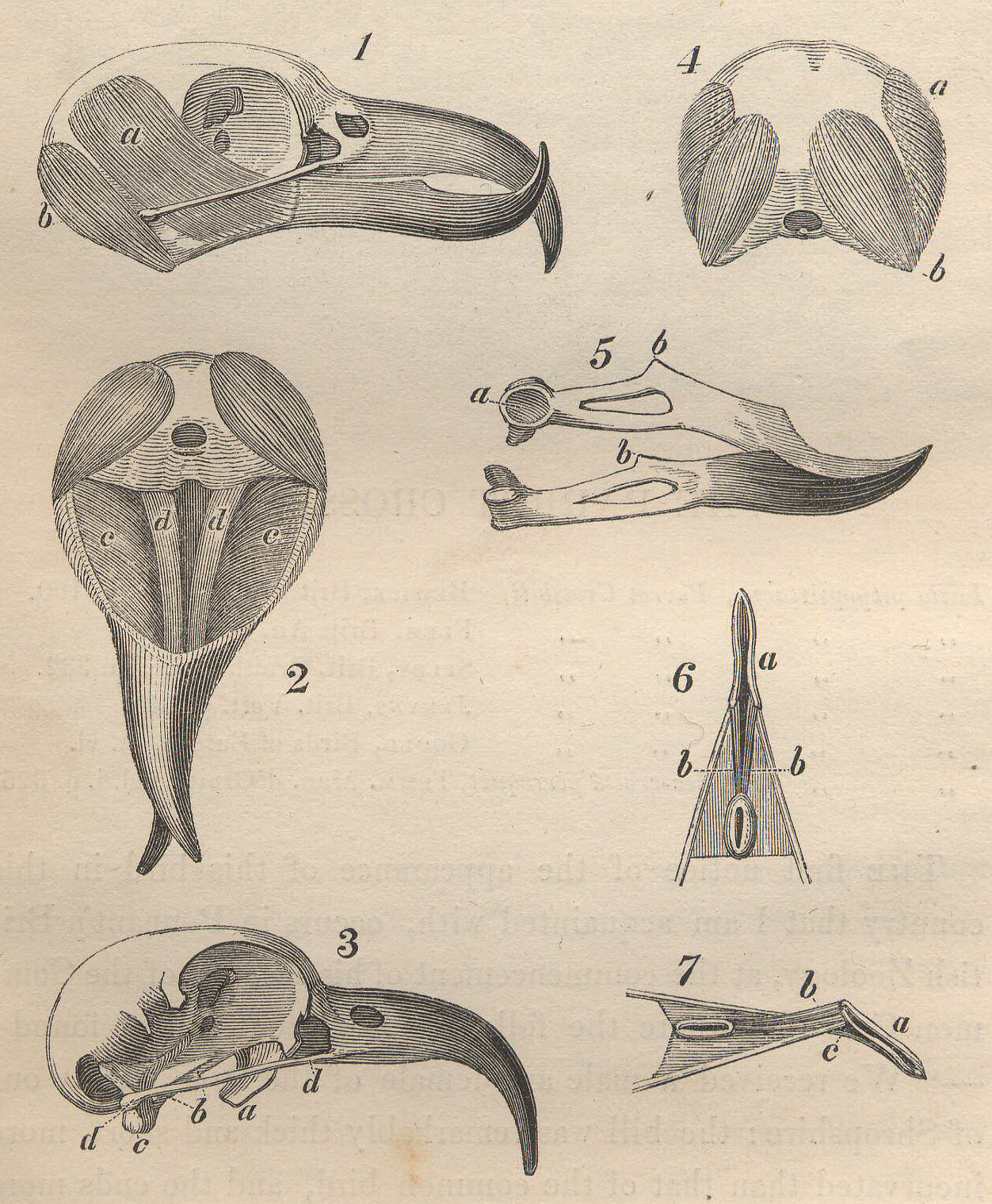
威廉·亞雷爾 的《英國鳥類史》（1843 年）中的交嘴鳥頭骨和下顎解剖結構

北美洲的分佈
全年
全年（罕見）
非繁殖區
非繁殖區（罕見）

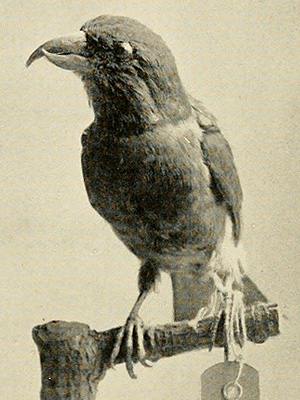
紐芬蘭交嘴雀 (L. c. percna)

| 不同的歐亞普通交嘴雀 族群                        | 關聯的 樹種                                | Summers 的 叫聲分類表 | The Sound Approach 的 叫聲分類表 | 叫聲類型, 飛行叫聲         |
| ------------------------------------------------ | ------------------------------------------ | --------------------- | -------------------------------- | -------------------------- |
| 巴利阿里交嘴雀, L. c. balearica                  | 地中海松 （Pinus halepensis）              |                       |                                  |                            |
| 北非交嘴雀, L. c. poliogyna                      | 地中海松 （Pinus halepensis）              | 3E                    |                                  |                            |
| 科西嘉交嘴雀, L. c. corsicana                    | 歐洲黑松 （Pinus nigra）                   |                       |                                  |                            |
| 賽普勒斯、土耳其+高加索交嘴雀, L. c. guillemardi | 歐洲黑松 （Pinus nigra）                   | 5D                    |                                  |                            |
| 克里米亞交嘴雀, L. c. mariae                     | 歐洲黑松 （Pinus nigra）（?）              |                       |                                  |                            |
| 呂宋交嘴雀, L. c. luzoniensis                    | 思茅松 （Pinus kesiya）                    |                       |                                  |                            |
| 安南交嘴雀或大叻交嘴雀, L. c. meridionalis       | 思茅松 （Pinus kesiya）                    |                       |                                  |                            |
| 阿爾泰交嘴雀, L. c. altaiensis                   | 雲杉                                       |                       |                                  |                            |
| 天山交嘴雀, L. c. tianschanica                   | 雪嶺杉 （Picea schrenkiana）               |                       |                                  |                            |
| 喜馬拉雅交嘴雀, L. c. himalayensis               | 雲南鐵杉 （Tsuga dumosa）                  |                       |                                  |                            |
| 日本交嘴雀, L. c. japonica                       |                                            |                       |                                  |                            |
| 其他歐亞交嘴雀                                   |                                            |                       |                                  |                            |
|                                                  |                                            | 1A                    | '英國交嘴雀'                     | 類型 E - 飛行叫聲「Chip」  |
|                                                  |                                            | 1B                    | '鸚交嘴雀'                       | 類型 X - 飛行叫聲「Cheep」 |
|                                                  |                                            | 2B                    | '流浪交嘴雀'                     | 類型 A - 飛行叫聲「Keep」  |
| 鸚交嘴雀, Loxia ptyopsittacus                    | 歐洲赤松（Pinus sylvestris）               | 2D                    |                                  |                            |
| 蘇格蘭交嘴雀, Loxia scotica                      | 歐洲赤松、落葉松、扭葉松（Pinus contorta） | 3C                    |                                  |                            |
|                                                  |                                            |                       | '波希米亞交嘴雀'                 | 類型 B - 飛行叫聲「Weet」  |
|                                                  |                                            | 4E                    | 'Glip 交嘴雀'                    | 類型 C - 飛行叫聲「Glip」  |
|                                                  |                                            |                       | '幻影交嘴雀'                     | 類型 D - 飛行叫聲「Jip」   |
|                                                  |                                            |                       | '稀有交嘴雀'                     | 類型 F - 飛行叫聲「Trip」  |

| 根據生物測量法的北美紅交嘴雀亞種                            | Jeff Groth 的 叫聲分類表 | 樹種記錄 （Jeff Groth 叫聲類型）                                                                       |
| ----------------------------------------------------------- | ------------------------ | --- |
| 紐芬蘭交嘴雀, L. c. percna                                  | 類型 8                   | 黑雲杉（Picea mariana）                                                                                |
| 小型交嘴雀, L. c. minor                                     | 類型 3                   | 西部鐵杉（Tsuga heterophylla）                                                                         |
| 錫特卡交嘴雀, L. c. sitkensis （可能是L. c. minor的次異名） | 類型 3                   | 同上                                                                                                   |
| L. c. neogaea                                               | 類型 1                   | Tsuga 樹種, Picea glauca, Pinus strobus                                                                |
| L. c. neogaea                                               | 類型 4                   | 花旗松（Pseudotsuga menziesii）                                                                        |
| 洛磯山交嘴雀, L. c. benti                                   | 類型 2、7                | 類型 2: 洛磯山黃松（Pinus ponderosa scopulorum） 在西部，東部的各種Pinus樹種；類型 7: 可能為廣泛的飲食 |
| 塞拉交嘴雀, L. c. grinnelli                                 | 類型 2、7                | 同上                                                                                                   |
| 班迪爾交嘴雀, L. c. bendirei                                | 類型 2、7                | 同上                                                                                                   |
| 墨西哥交嘴雀, L. c. stricklandi                             | 類型 6                   | 屬於三葉松組的松樹                                                                                     |
| 中美洲交嘴雀, L. c. mesamericana                            | 類型 11                  | |
| 卡西亞交嘴雀（2009年描述為Loxia sinesciuris）               | 類型 9                   | 扭葉松 （Pinus contorta latifolia） 的孤立族群                                                         |

## 與人類的關係
其特徵為交叉狀的喙，此為其英文名字－Common Crossbill（即交喙鳥）的來源。而其不平常的接嘴形狀是為了方便地由毬果裡取出種子的緣故。也有一個傳說，當年在耶穌基督被釘在十字架上時，紅交嘴雀用嘴把釘子拔出來，變成了現在這樣。因此在基督教，這種鳥被賦予了正義之人的形象。

## 外部連結
- http://research.amnh.org/ornithology/crossbills/ （页面存档备份，存于）
- Common Crossbill videos on the Internet Bird Collection